# Horatii
Légende :
♦Patricien, ♦Plébéien, ♦Consulaire, ♦Sénatorial, ♦Équestre
Gens et Liste des gentes romaines
Les Horatii sont les membres de la gens romaine patricienne Horatia. Les membres les plus connus vivent entre le VIIe et le IVe siècle av. J.-C. et ont pour cognomina principaux Barbatus et Pulvillus. Des membres d'une branche équestre de la gens Horatia sont encore en activité au Ier siècle av. J.-C. et portent le cognomen de Flaccus.

## Principaux membres

Le Serment des Horaces, Jacques-Louis David, 1784.

### Rome légendaire et royale
- Publius Horatius Cocles, VIIe siècle av. J.-C.
  - Les trois Horaces, fils du précédent, dont Publius Horatius, combattent pour Rome contre les Curiaces d'Albe-la-Longue, deux sont tués; selon Denys d'Halicarnasse un Marcus Horatius, qu'il donne pour le survivant, supervise la destruction totale d'Albe[a 1]
  - Camille, sœur des précédents, tuée par son frère Publius Horatius en 667 av. J.-C. car elle se lamente de la mort de son fiancé, un des Curiaces

### Rome républicaine
- Publius Horatius Coclès, descendant des précédents, héros du pont Sublicius en 507 av. J.-C.[1]
- Marcus Horatius, (v.-575 - ?);
  - Marcus Horatius Pulvillus, (v.-550 - ap.-507), consul en 509 et 507 av. J.-C.;
    - (Marcus Horatius Pulvillus), (v.-525 - ?);
      - Marcus Horatius Pulvillus, (v.-500 - ap.-457), consul en -457;

    - Caius Horatius Pulvillus, (v.-520 - -453), consul en 477 et 457 av. J.-C.;

  - ? Lucius Horatius, (v.-545 - ?);
    - Marcus Horatius, (v.-520 - ?);
      - Marcus Horatius Barbatus, (v.-490 - ap.-449), consul en 449 av. J.-C.;
        - Lucius Horatius Barbatus, (v.-460 - ap.-425), tribun consulaire en 425 av. J.-C.
- Publius Horatius Pulvillus[n 1] (ou Curiatius Fistus Trigeminus), consul en 453 av. J.-C.
- Lucius Horatius Pulvillus, tribun consulaire en 386 av. J.-C.
- Marcus Horatius, tribun consulaire en 378 av. J.-C.
- Quintus Horatius Flaccus, (8/12/-65 - 27/11/-8), dit « Horace », poète latin du Ier siècle av. J.-C., de rang équestre

### Sous le Principat
- Lucius Horatius Longus, tribun militaire de la deuxième cohorte des vigiles[b 1].